# Amīrābād-e Bābakān
Amīrābād-e Bābakān (persiska: امیر آباد بابکان) är en ort i Iran.   Den ligger i provinsen Kohgiluyeh och Buyer Ahmad, i den centrala delen av landet, 600 km söder om huvudstaden Teheran. Amīrābād-e Bābakān ligger 2 030 meter över havet och antalet invånare är 294.
Terrängen runt Amīrābād-e Bābakān är huvudsakligen kuperad, men västerut är den bergig. Runt Amīrābād-e Bābakān är det ganska glesbefolkat, med 25 invånare per kvadratkilometer. Närmaste större samhälle är Chītāb, 15,1 km nordost om Amīrābād-e Bābakān. Omgivningarna runt Amīrābād-e Bābakān är i huvudsak ett öppet busklandskap.